# Zapotitlán (Jutiapa)
Zapotitlán es un municipio del departamento de Jutiapa de la región sur-oriente de Guatemala. Es un de los municipios menos poblados de Jutiapa, contando con 23% de habitantes en el área urbana y 77% en el área rural, con un 50% del sexo masculino y 50% del sexo femenino. Se registró una densidad de población aproximada de 126 habitantes por km² en 2022.
Se encuentra localizado al sur de los municipios de El Adelanto y Yupiltepeque, al norte de la República de El Salvador, al  oeste de Jerez y al este de Comapa. El municipio de Zapotitlán se localiza a 158 km de la Ciudad de Guatemala y a 32 km de la cabecera departamental.

## Toponimia
La mayoría de los topónimos en Guatemala tienen dos partes:  el nombre del santo católico cuya fiesta se celebra el día en que fueron fundados y un vocablo descriptivo de la región de raíz náhuatl; la razón de esto es que las tropas que llegaron bajo el mando del español Pedro de Alvarado durante la conquista de Guatemala en la década de 1520 estaban compuestas por soldados españoles y por indígenas tlaxcaltecas y cholultecas.
El topónimo de «Zapotitlán» proviene del náhuatl «zapotl» que quiere decir «zapote» y «tlán» que quiere decir «abundancia», que entre las dos palabras quiere decir «Lugar de Zapotes».

## Geografía física
El municipio tiene una extensión territorial de 84 km² y cuenta con nueve aldeas y treinta y un caseríos. 
| División | Listado |
| -------- | --- |
| Aldeas   | 1. El Pinal I 2. El Pinal II 3. Cerro Redondo 4. Mashashapa 5. San Luis Ilopango 6. San Antonio Papaturro 7. La Ceibita 8. Las Flores 9. Talpetates |
| Caseríos | 1. El Perulero 2. El Tablón 3. El Granadillo 4. Los Cerritos 5. Cuesta Grande 6. El Obraje 7. Zapotitlancito 8. Río Chiquito 9. La Lechuguilla 10. Los Zares 11. Loma de en Medio 12. Las Aradas 13. El Potrero 14. Tacululus 15. San Francisco La Palma 16. Agua Escondida o El Borbollón 17. Quinistepeque 18. Canoas 19. Barillas 20. El Llano del Espino 21. Agua Tibia 22. El Aguaje 23. El Carrizo 24. El Cobano 25. Loma Larga 26. Las Pitas 27. La Cuchilla 28. Sanarate 29. Los Fierros |

Debido al crecimiento de la población en la aldea El Pinal, ésta se dividió en dos aldeas llamadas El Pinal I y El Pinal II. También desaparecieron los caseríos La Ciénega y Cerro Guinixtepeque.

### Ubicación geográfica
El municipio de Zapotitlán se localiza a 158 km de la Ciudad de Guatemala y a 32 km de la cabecera departamental.
Sus colindancias son:
- Norte: El Adelanto y Yupiltepeque, municipios del departamento de Jutiapa
- Sur: República de El Salvador
- Este: Jerez, municipio del departamento de Jutiapa
- Oeste: Comapa, municipio del departamento de Jutiapa[2]

|               | Norte: El Adelanto y Yupiltepeque |             |
| Oeste: Comapa |                                   | Este: Jerez |
|               | Sur: República de El Salvador     |             |

## Gobierno municipal
Los municipios se encuentran regulados en diversas leyes de la República, que establecen su forma de organización, lo relativo a la conformación de sus órganos administrativos y los tributos destinados para los mismos.  Aunque se trata de entidades autónomas, se encuentran sujetas a la legislación nacional. Las principales leyes que rigen a los municipios en Guatemala desde 1985 son:
| N.º | Ley                                                | Descripción |
| --- | -------------------------------------------------- | --- |
| 1   | Constitución Política de la República de Guatemala | Tiene una regulación legal específica para los municipios en los artículos 253 al 262. |
| 2   | Ley Electoral y de Partidos Políticos              | Ley de carácter constitucional aplicable a los municipios en el tema de la conformación de sus autoridades electas. |
| 3   | Código Municipal                                   | Decreto 12-2002 del Congreso de la República de Guatemala. Tiene la categoría de ley ordinaria y contiene preceptos generales aplicables a todos los municipios, e inclusive contiene legislación referente a la creación de los municipios.             |
| 4   | Ley de Servicio Municipal                          | Decreto 1-87 del Congreso de la República de Guatemala. Regula las relaciones entra la municipalidad y los servidores públicos en materia laboral. Tiene su base constitucional en el artículo 262 de la constitución que ordena la emisión de la misma. |
| 5   | Ley General de Descentralización                   | Decreto 14-2002 del Congreso de la República de Guatemala. Regula el deber constitucional del Estado, y por ende del municipio, de promover y aplicar la descentralización y desconcentración económica y administrativa.                                |

El gobierno de los municipios de Guatemala está a cargo de un Concejo Municipal mientras que el código municipal —que tiene carácter de ley ordinaria y contiene disposiciones que se aplican a todos los municipios de Guatemala— establece que «el concejo municipal es el órgano colegiado superior de deliberación y de decisión de los asuntos municipales […] y tiene su sede en la circunscripción de la cabecera municipal». Por último, el artículo 33 del mencionado código establece que «[le] corresponde con exclusividad al concejo municipal el ejercicio del gobierno del municipio».
El concejo municipal se integra con el alcalde, los síndicos y concejales, electos directamente por sufragio universal y secreto para un período de cuatro años, pudiendo ser reelectos.
Existen también las Alcaldías Auxiliares, los Comités Comunitarios de Desarrollo (COCODE), el Comité Municipal del Desarrollo (COMUDE), las asociaciones culturales y las comisiones de trabajo. Los alcaldes auxiliares son elegidos por las comunidades de acuerdo a sus principios, valores, procedimientos y tradiciones, estos se reúnen con el alcalde municipal el primer domingo de cada mes. Los Comités Comunitarios de Desarrollo y el Consejo Municipal de Desarrollo tiene como función organizar y facilitar la participación de las comunidades priorizando necesidades y problemas.
Los alcaldes que ha habido en el municipio son:
- 2012-2016: Hilmar Quiñónez[6]

## Historia
Los primeros habitantes de Zapotitlán arribaron procedentes de otros departamentos de Guatemala, especialmente de Jutiapa y Jalapa. El lugar era conocido como «La Laguna», ya que se formaba una laguna durante la temporada de lluvia en el lado sur de la localidad. 

### Tras la Independencia de Centroamérica
El 11 de octubre de 1825, cuando fue fundado el Estado de Guatemala, Zapotitlán quedó adscrito al Distrito de Mita, en el departamento de Chiquimula.  La constitución del Estado de Guatemala promulgada el 11 de octubre de 1825 también estableció los circuitos para la administración de justicia en el territorio del Estado y menciona que Zapotitlán era parte del Circuito de Mita en el Distrito N.º 3 del mismo nombre, junto con Santa Catarina, Achuapa, Agua Blanca, Quequesque, San Antonio, Anguiatú, Las Cañas, Limones, Mongoy, Espinal, Hermita, Jutiapa, Chingo, Atescatempa, Yupiltepeque, Asunción, Papaturro y San Diego.

### Creación del departamento de Jutiapa
El 21 de marzo de 1847, el gobierno del capitán general Rafael Carrera decretó la creación de la República de Guatemala., y el 25 de febrero de 1848 la región de Mita fue segregada de Chiquimula, convertida en departamento y dividida en tres distritos: Jutiapa, Santa Rosa y Jalapa.  Específicamente, el distrito de Jutiapa incluyó a Jutiapa como cabecera, Yupiltepeque, Asunción y Santa Catarina Mita y los valles aledaños que eran Suchitán, San Antonio, Achuapa, Atescatempa, Zapotitlán, Contepeque, Chingo, Quequesque, Limones y Tempisque;  además, incluía a Comapa, Jalpatagua, Asulco, Conguaco y Moyuta.

## Recursos naturales
El municipio cuenta con una variedad de recursos naturales que se componen de recursos edáficos, hídricos y forestales.

### Recursos edáficos
Los recursos edáficos son los recursos que vienen directamente del suelo. Los suelos que presenta el municipio se componen de terrenos de altiplanicie que son suelos inclinados y pedregosos en donde no se puede cultivar, ya que no permiten el crecimiento de los frutos y semillas. Existen suelos menos inclinados y pedregosos y ahí si se puede cultivar. Los cultivos más cosechados son maíz, frijol, sorgo, loroco, rosa de Jamaica, (que solo se da durante el invierno), el café, Con su principal área de Cultivo en San Antonio Papaturro, El Pinal 1, el Pinal 2, La Ceibita, Barillas y Quinixtepeque. El Jocote de Verano, Cultivos menos frecuentes son el chile (pimiento), tomate, cebolla, repollo, jocote y yuca.

### Recursos hídricos
El agua potable es el principal recurso hídrico que existe. El municipio aprovecha el agua de los ríos procedentes de otros lugares, como por ejemplo el río Paz, que también sirve de límite con el municipio de Comapa, y los ríos San Nicolás, El Aguaje, Canoas, Chiquito y San Lorenzo. Sin embargo, el aumento de la contaminación en muchos ríos ha reducido su uso como fuente de agua potable.

### Recursos forestales
Los bosques del municipio se han reducido debido a la expansión agrícola y el tala de árboles para leña y madera de construcción. Los terrenos menos inclinados fueron aprovechados para cultivos y sólo existen unos bosques de árboles en las partes más altas del municipio.